# 大柴広己
大柴 広己（おおしば ひろき、1982年8月27日 - ）は、大阪府枚方市出身の日本人シンガーソングライター。音楽レーベル「ZOOLOGICAL」（ゾロジカル）主宰。
天然パーマ、ハット、あごひげが特徴。ニックネームは「もじゃ」。
愛用ギターは、TRUTH TN-35、オベーション スーパーアダマス、センターピックアップのギブソン・ES-330、66年製と思われるクリームブルーのフェンダー・テレキャスターなど。

## 概説
2000年ごろより大阪を中心に活動。2006年、ミニアルバム『ミニスカート』でデビュー。特徴的なハスキー・ボイス、卓越したギターテクニックで、大阪で人気を博した。一人での弾き語りに人一倍のこだわりを持ち、アコースティック・ギター一本での「たった一人っきりで歌う」と銘打った弾き語りのワンマンライブを、2005年と2006年に、大阪のバナナホールにて開催。
2007年夏に上京し、東京に活動拠点を移す。同年12月24日に、「クリスマスなのに一人で歌うin心斎橋クラブクアトロ」と銘打って、弾き語りでのライブレコーディングを敢行。その様子が納められたアルバムを江戸屋レコードより翌年4月3日にリリースした。
2008年、時期を同じくして下北沢を中心にシンガーソングライター・イベント「もじゃまつり」を開催。小林建樹、ミドリカワ書房、磯貝サイモンなど多数出演。同年秋『一日100kmしか移動できない旅』と題し、自ら運転する車で約二ヶ月に渡り、日本中を放浪。そして帰郷後わずか1週間後、『2009年、日本一早い初日の出の前で弾き語りYouTubeツアー』と題し青春18きっぷを使い、北海道根室納沙布岬で初日の出を見る旅に出る。
2009年、南原清隆主演のサッポロビールの企業TV-CM「すべて責任品質」にて「ユー・アー・マイ・サンシャイン」をウクレレとアコースティック・ギターでカバー。
2010年初頭、自身のブログにて、フリーのミュージシャンとして独立した事を宣言。
2010年11月、ニコニコ動画内のニコニコ生放送にて「もじゃ」というハンドルネームで生放送を開始。「自分の曲を他の生放送者が歌っていることを知り、嬉しくて放送を開始した」と生放送内で述べている。のちに自身の曲を歌っていた生放送者と共演を果たす。
2013年2月、音楽レーベル「ZOOLOGICAL」（ゾロジカル）を設立。のち第一弾アーティストとして、谷口貴洋の「スケジュールとコイン」をリリース。
2013年10月、FM802が主催するライブサーキット「MINAMI WHEEL2013」の深夜帯のエクストライベントとして、大柴広己presents『ぼくたちシンガーソングライターズ vol.1』を開催。
2014年2月、ZOOLOGICALレーベル第二弾としてプロデュースしたヒグチアイのデビューアルバム「三十万人」がインディーズとしては異例のスマッシュヒットを記録。10月より、「シンガーソングライターのシーンを作る」という言葉を具現化すべく自ら主宰するシンガーソングライターによるマイク一本の弾き語りフェス『SSW』（大阪城野外音楽堂）を毎年開催する。
2018年、この年から『SSW』が東京（Zepp DiverCity）と大阪（大阪城野外音楽堂）の2日開催となる。同年、Da-iCEのシングル「FAKESHOW」に作詞家として参加。オリコンウィークリーチャート3位を記録。
2021年、丘みどりのシングル「明日へのメロディ」に作詞家として参加。自身初となるオリコンデイリーチャート1位を記録。
近年では、弾き語りでのアジアツアー、ボカロPのれるりりや歌い手メガテラ・ゼロ、めいちゃんを始め、歌い手グループ騎士Aとのコラボのほか、CM作家での活動、プロデュース作品も多数発表されている。

## 人物
1年のうちの3分の1を旅の中で過ごす「旅するシンガーソングライター」
スコッチ・ウイスキーが大好き。好きな銘柄は「グレンリヴェット12年」
ギターの音作り・アタッキングが非常にうまく、アコギ・エレキ共にエフェクター類は一切使わず、シールド一本と右手のみでコントロールしている。本人曰く、過去に山口洋と対バンした際、音作りについての質問をしたところ、はっきり「腕」と答えられたことがショックだったためと語っている（当時、山口洋はシールドひとつでライブを行っていた）
フェイバリット・ギターアンプはRoland JC-120、なおアンプのセッティングはボリュームが2〜3、トレブル、ミドル、ベースともに5で、ディストーションのパラメータは10とギター・マガジンのインタビューにて語っている。

## 主な使用機材
1966 フェンダー・テレキャスター
エレキのメイン機器は2009年頃に入手した1966年製のテレキャスター。通称=“DON SNOW”。フロントの60年代ギブソン・ナンバードP.A.Fとビグスビーは購入時点で搭載していたそうで、ヘッドのロゴには50年代のデカールが貼られた謎めいた1本である。また本器のフィニッシュは本来ソニック・ブルーなのだが、 当時のタバコのヤニで “ バター・スコッチ ” 風へと変貌。ブリッジのみ、弦をプルする時の弦落ち対策のためマスタリー製に交換した。本人曰く “ これがないと俺の音じゃなくなる ” そうで、毎作品で使用する大柴にとって欠かせない1本。ピックアップはコイルタップにより、シングルとハムに切り替えが可能。主にセンターで使用する。名前の由来はおそらく前オーナーのものと思われる「DON SNOW」の文字がボディに彫られているためである。
TRUTH TN-35 プロトタイプ（青鬼）
愛知県のギター工房、フォーエムが製作するTRUTHのTN-35。黒いボディに緑のピックガードの本器はプロトタイプで、大柴のアコギのメインとなる。木材はトップにシトカ・スプルース、サイド & バックにマホガニー、指板はエボニーを使用。大柴を象徴する 1 本で、ファンの間では “ 青鬼 ” と呼ばれている。本人曰く “ ピックアップの電圧が18Vだから、レンジが低音~高音まですごく広い。ゆえにプレイのすべてが素直に出るから、ちゃんと弾かないと良い音が出ない ” という。なお、TN-35はモニター・アーティストとして色違いで黒を含めた橙、青黄色、赤と4本所有している。
オベーション・スーパー・アダマス 2087GT-2
ライブ・ツアー時のメイン・ギターであるオベーションのスーパー・アダマス。ライブで全国を細かく回る大柴にとって、ビンテージのアコギなどを運ぶには不安があり、ボディ・バックがカーボンの本器は心強い相棒となっている。ちなみにもう一本、黒のアダマスも所有しているが、そちらはスロッテッド・ヘッドのものが搭載されている。
1966 ギブソン J-45 RED
1966年製のギブソン・J-45。クリーム色のピックガードが特徴のアマチュア時代のメイン器で、「高校生の時に、ギターマガジンの広告で見て通販で買った」 という。が、届いてみると状態が悪く、フレット、ペグ、ブリッジを交換した。購入当時、ボディの色は赤味が深かったそうだが、海でライブした時に赤がすべて飛んでしまったという。
ギブソン・ヒストリック・コレクション 2010 レス・ポール・スタンダード
ネット・オークションで出品された5分後に即購入した。「歌の帯域の邪魔にならないちょうど良いところにいてくれる」ところが気に入っている理由で、エレキを選ぶ基準もその帯域にあるという。 ピックアップはセンターにして使用する。
1962 ギブソン ES-330
シングルコイルP-90一発という潔さと、ビンテージの渋さを合わせ持つ1962年製のギブソン・ ES-330。改造点はなし。「33歳の時、33万円で、3月3日に買った」3尽くしの1本。こちらは主にライブで使うギターで、2.8kg という軽さもポイント。“ アコギ弾きの自分には使いやすい ” とのことで、“ こんなに歌に寄り添ってくれるギターがあるんだ ” と本人談。
フェンダー・アルティメット・コーラス
ライブ、レコーディングで使用するメイン・アンプ。コーラス機能を搭載した 90年代のトランジスタ・アンプで、フェンダーとしては珍しいモデルだが、コーラス機能を使用しない。チャンネルは 1 に接続し、トレブル、ミドル・ベースのツマミは12時の設定が基本。リバーブは10時だが、会場によって微調整する。アンプにはアクリル絵の具で70歳を越えて油絵を始めたという大柴の父がペイントを施している。
MOJA CABLE
大柴のシグネチャー・ シールド。赤色のカールコードで高松のFurious Note Guitarにてすべて手作りで作られているエレキもアコギもこのシールドを使用するそう。

## 作品

### インディーズ（前期）
インディーズ時代（前期）に自主制作されたCDが、かなりの数が存在する。そのうちいくつかは、オフィシャルサイトで見ることができる。

#### CDアルバム
- 星屑
- 紙飛行機
- 歩
- 自己～おのれ～
- キセキ
- 現在進行形
- 6hours
- 雨が降って
- I
- BEST FRIEND
- Normal
- 東京デモセレクション
- PRIVATE FILE
- LIVING
- BLUE
- GREENS
- COLORS
- YES?

### コンピレーション・アルバム
- 百人一首｜天才ばかばんど
- V.A.うたもん

### インディーズ（後期）
デビュー後の発売元はEDOYA。

#### CDアルバム
1. ミニスカート（2006年5月24日）
2. Home Coming モジャモジャライブセレクション　vol.1 （2008年4月3日）
3. さよならミッドナイト（2012年5月9日）
4. ソングトラベル （2012年5月9日）
5. BANK （2013年6月19日）
6. それを愛と呼べる日が来るとは思わなかったよ。 （2014年10月15日）
7. Mr.LIFE  （2016年11月2日）
8. 人間関係  （2018年12月5日）
9. 光失えどその先へ  （2021年5月26日）
10. LOOP8  （2023年1月4日）

## 受賞歴
- MUSIC POWER STATION大阪大会オリコン特別賞受賞（2001年）など